# Estación de Paraninfo
Paraninfo es una estación en superficie de la línea 1 del Metro de Málaga. Se sitúa en el Bulevar Louis Pasteur en la zona donde se construirá la ampliación del Campus Universitario de Teatinos, en el distrito Teatinos-Universidad de Málaga. Inicialmente se planteó que esta estación se llamara Rectorado, cambiándose por la denominación actual durante su construcción. Forma parte de los primeros tramos de la red en ser inaugurados el 30 de julio de 2014.